# Rheinsteig
De Rheinsteig is een wandelroute in Duitsland met een lengte van circa 320 kilometer en volgt voor een groot deel de Mittelrhein. Het Duitse woord Steig betekent: steil pad, of bergpad. Het pad kenmerkt zich door de vele, naar Nederlandse maatstaven pittige stijgingen (en dalingen) door een afwisseling van bos, weide- en akkerland en wijnbouwgebieden.
Het wandelpad begint in Bonn en loopt via het Zevengebergte en de Drachenfels en gedeeltelijk over hoger gelegen tufsteenwegen via het fort Ehrenbreitstein bij Koblenz, Lahnstein, Filsen en Sankt Goarshausen naar het kasteel Biebrich bij Wiesbaden. De route is in twee richtingen af te leggen.
De weg is bij het Duitse en Europese wandelwegennet aangesloten. Nabij Burg Lahneck kruist het pad de Lahnhöhenweg.
Als wegaanduiding ziet men een gestileerde R in een blauw vierkant onder de eveneens in blauwe letters Rheinsteig aanduiding. Bij elkaar zijn ongeveer 8000 van deze tekens en ongeveer 900 wegwijzers met afstandsgegevens te vinden. Aan- en aftakroutes (met hetzelfde logo in geel) leiden vanuit plaatsen aan de Rijn naar de route. De spoorlijn Rechte Rheinstrecke loopt langs de oostelijke oever van de Rijn; op weekdagen wordt hiermee een halfuursdienst onderhouden tussen een groot aantal plaatsen langs de route.

## Afbeeldingen

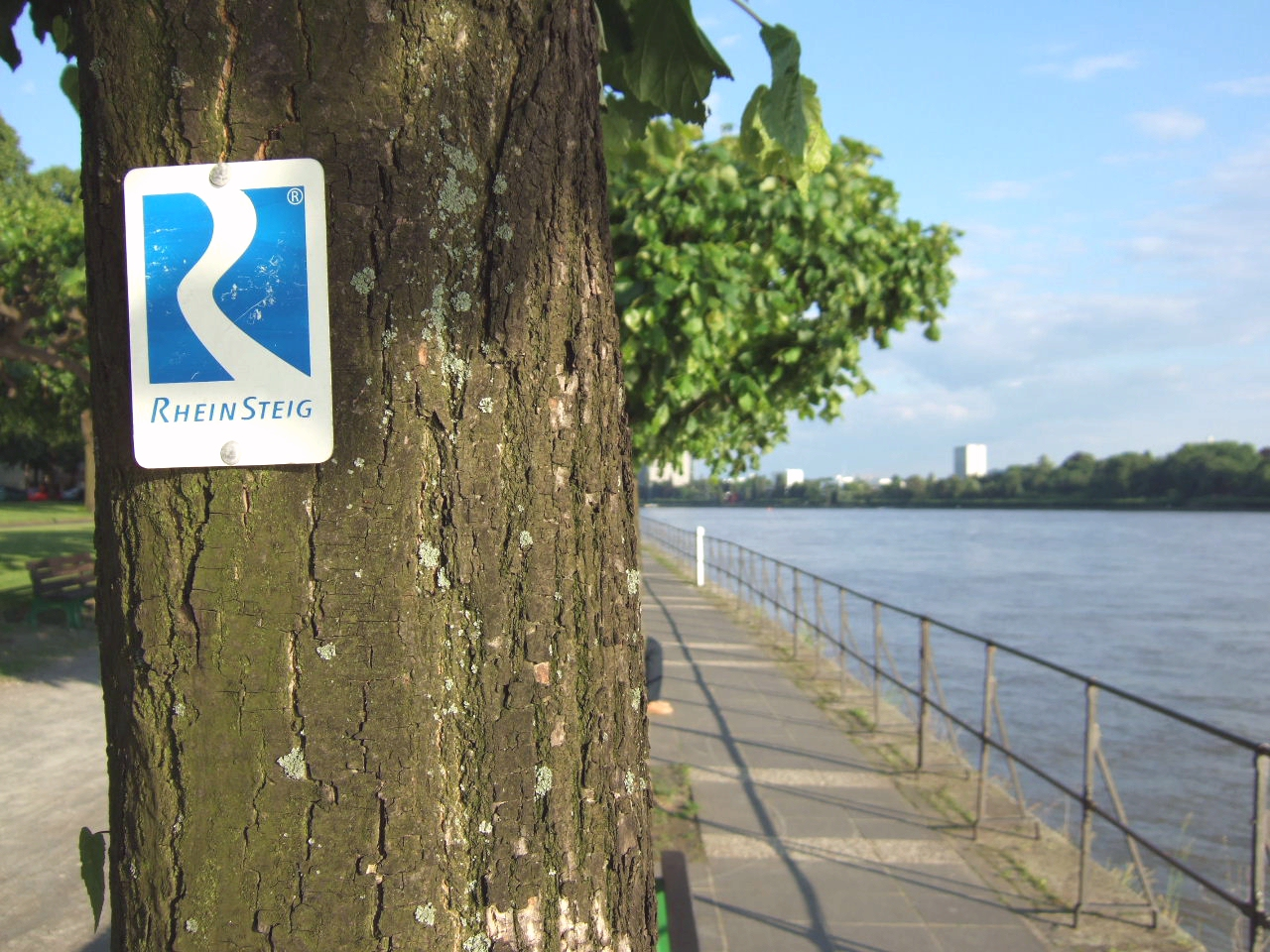
Route-aanduiding van de Rheinsteig
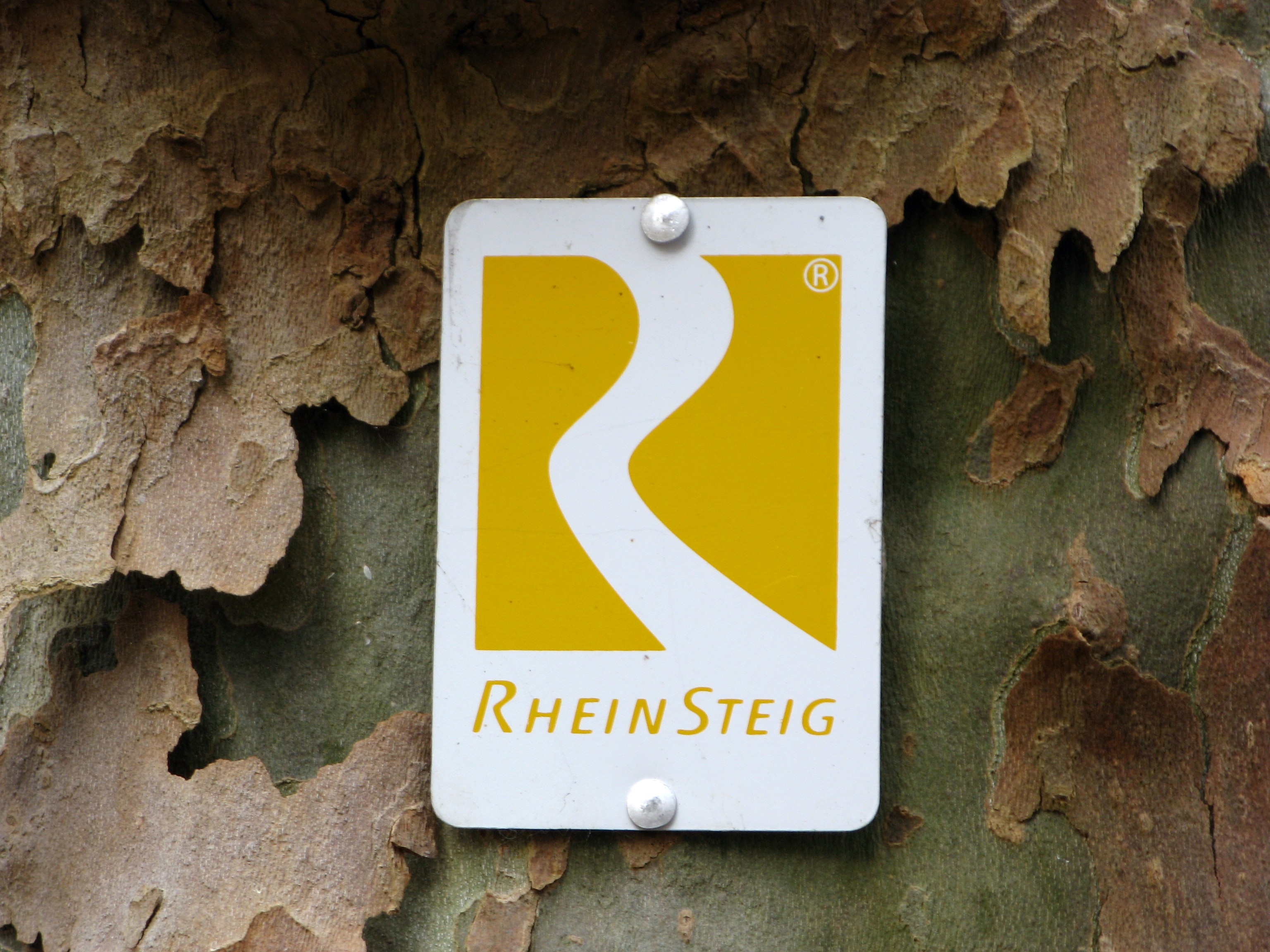
Route-aanduiding van aan- en aftakroute
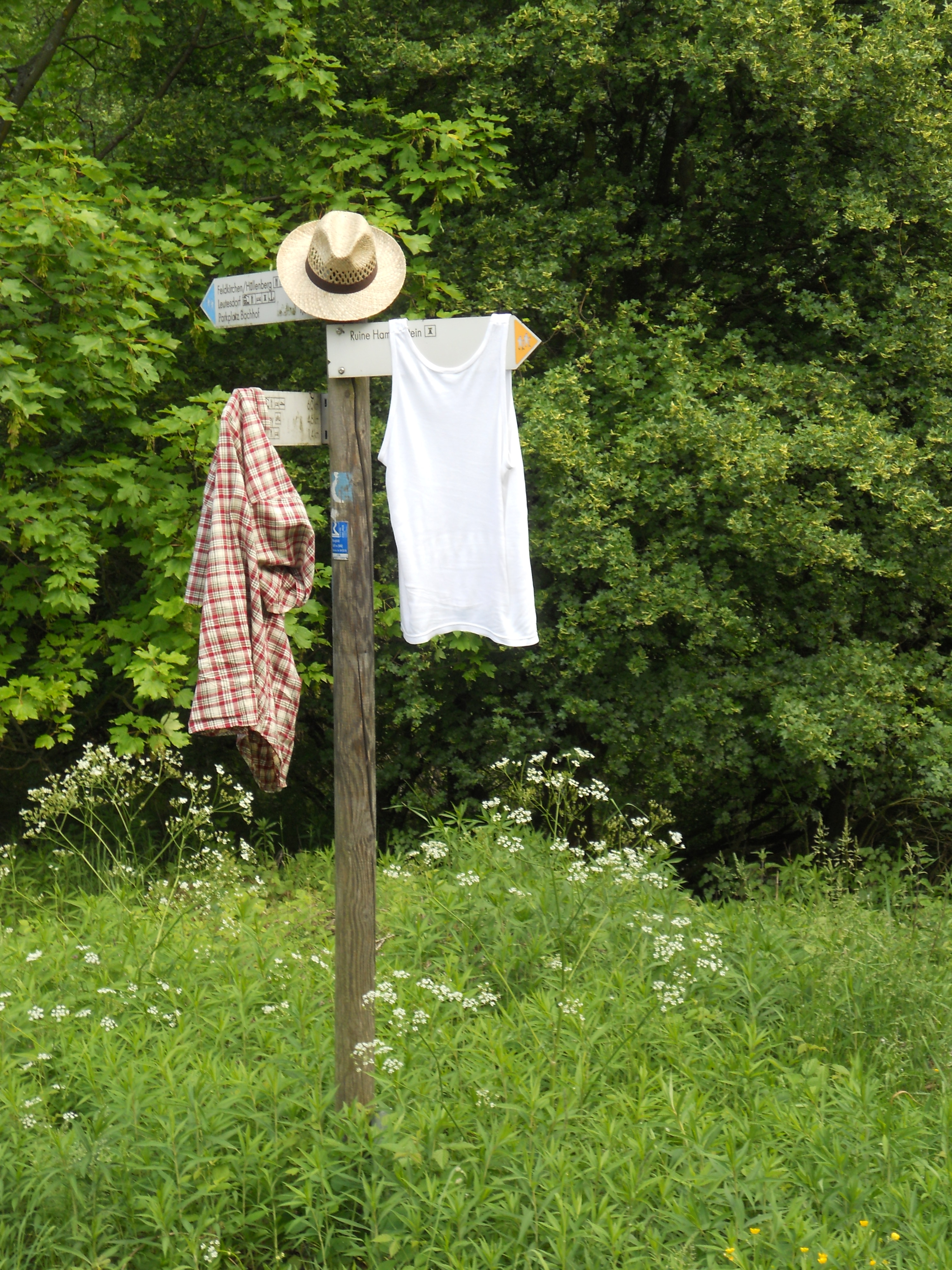
Na een inspannende klim naar Reichsburg Hammerstein hing een wandelaar zijn doorweekte kleding te drogen aan de bewegwijzering van de Rheinsteig
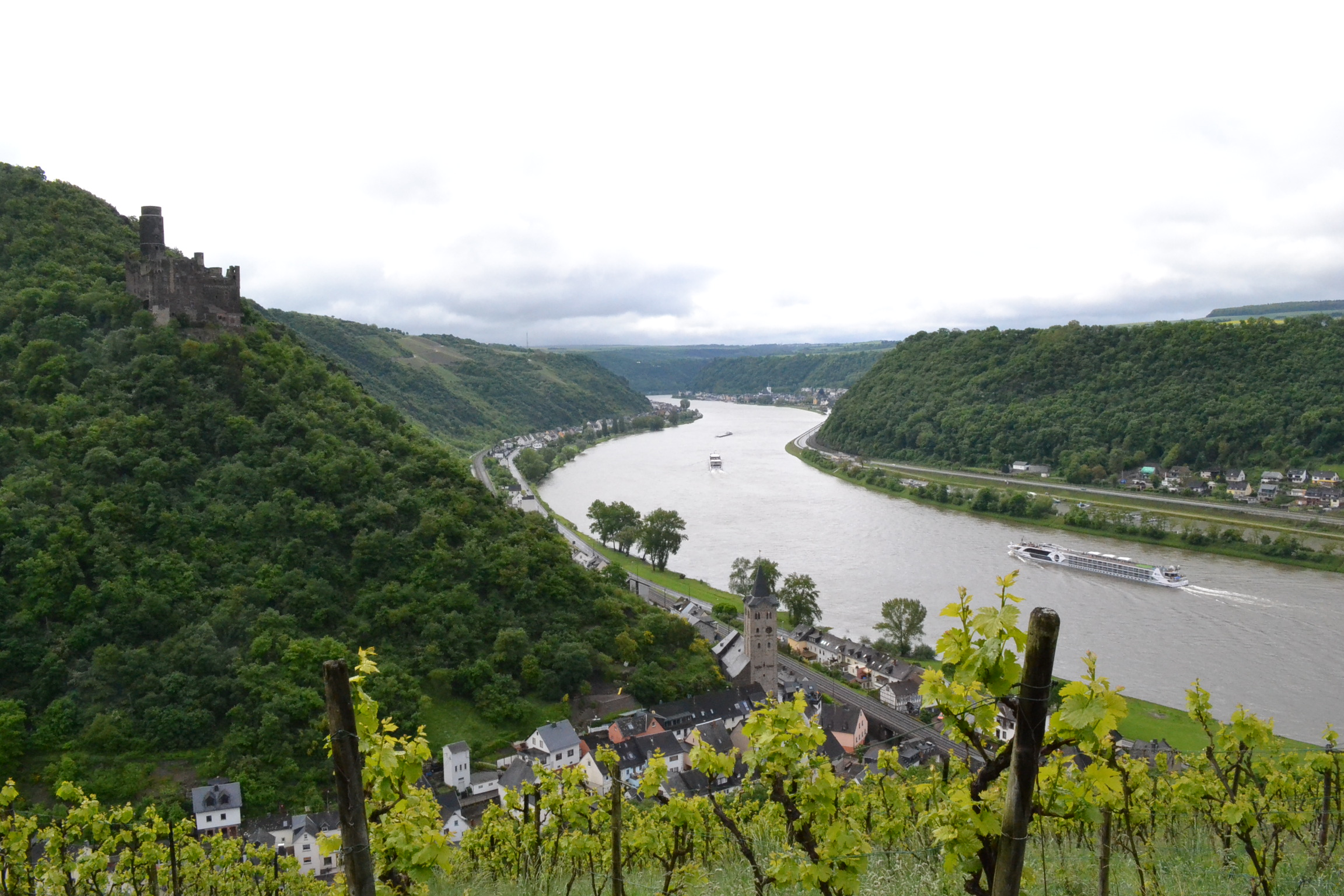
Gezicht op Wellmich en Burg Maus
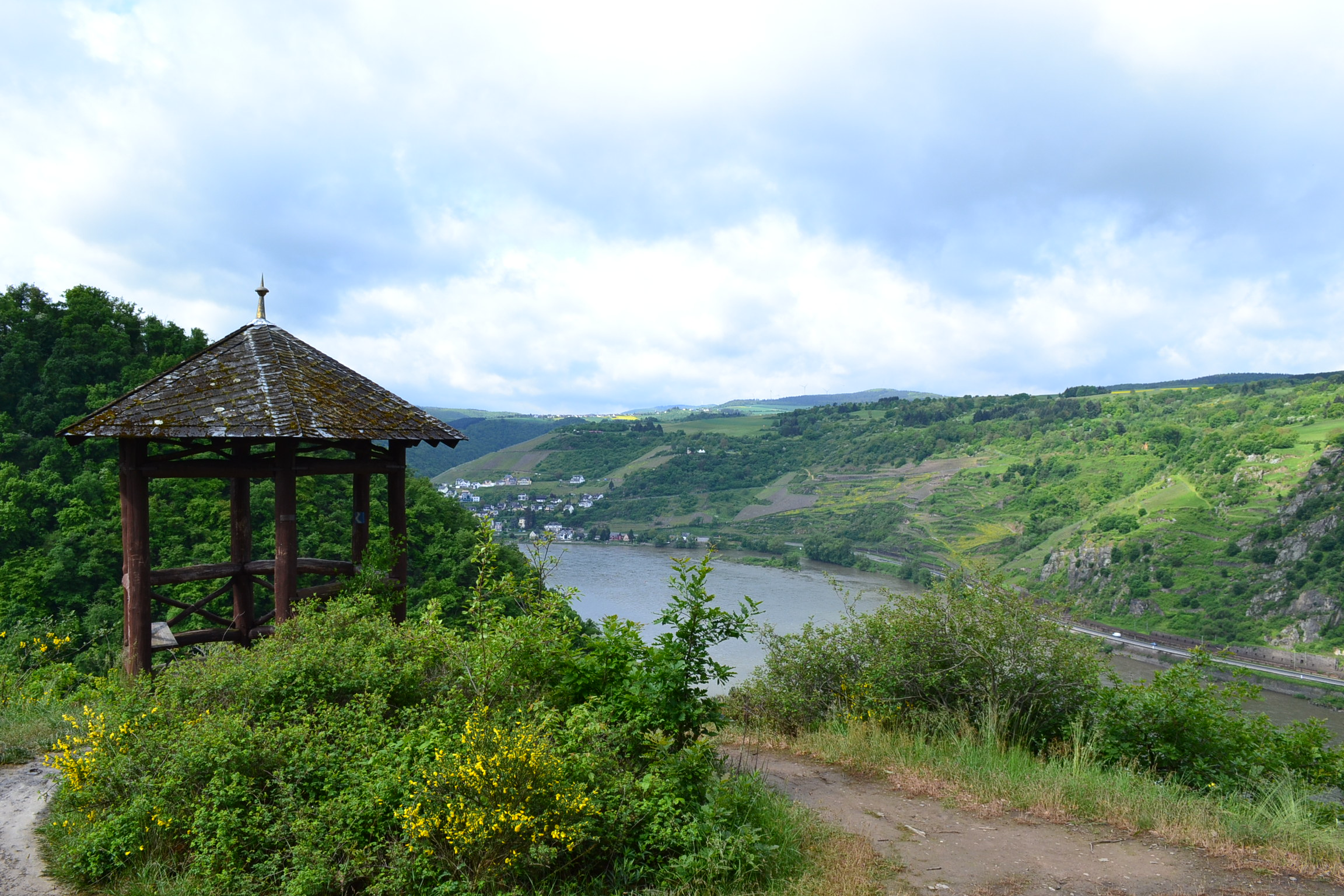
Ten zuiden van de Loreley
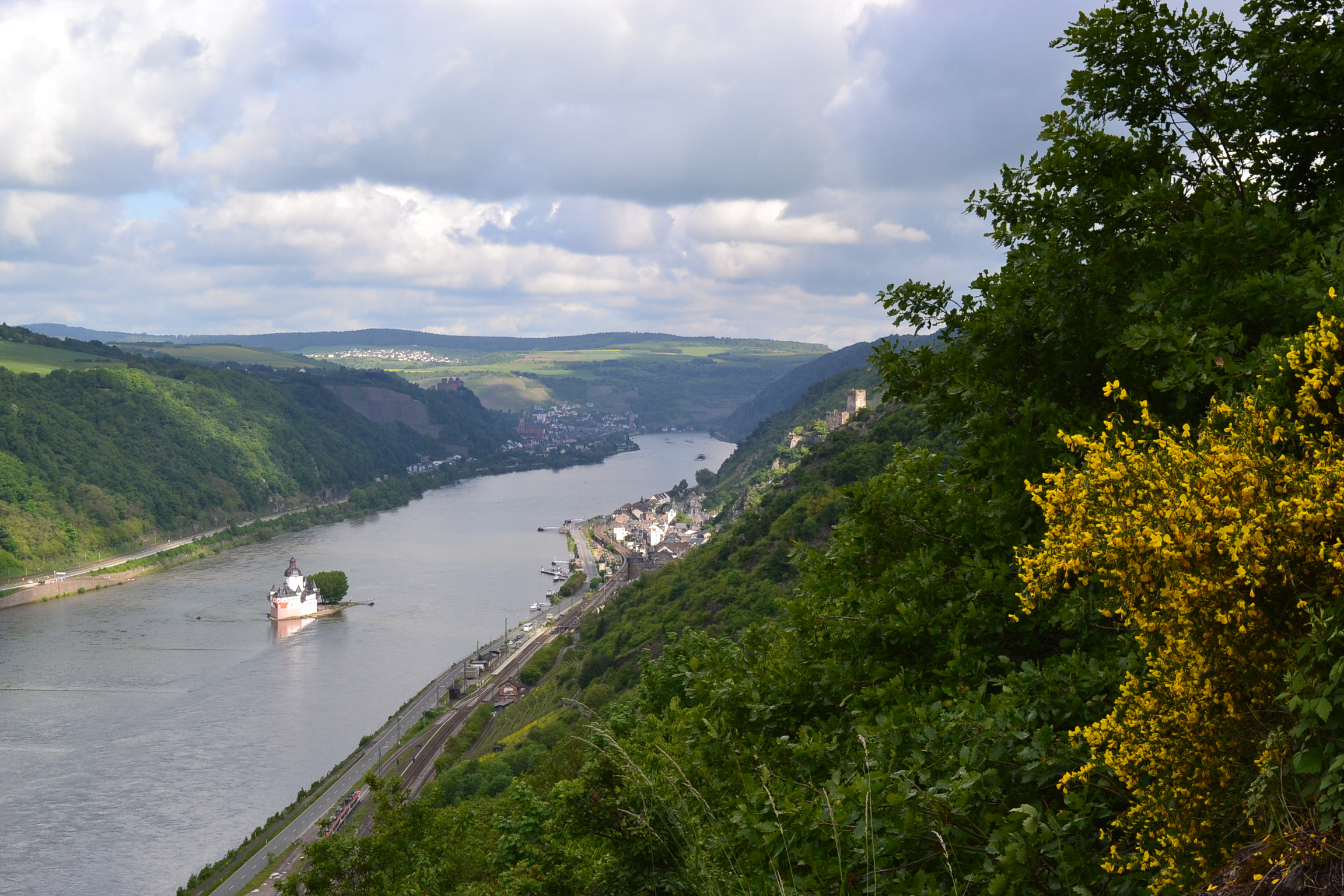
Gezicht op Kaub en Die Pfalz
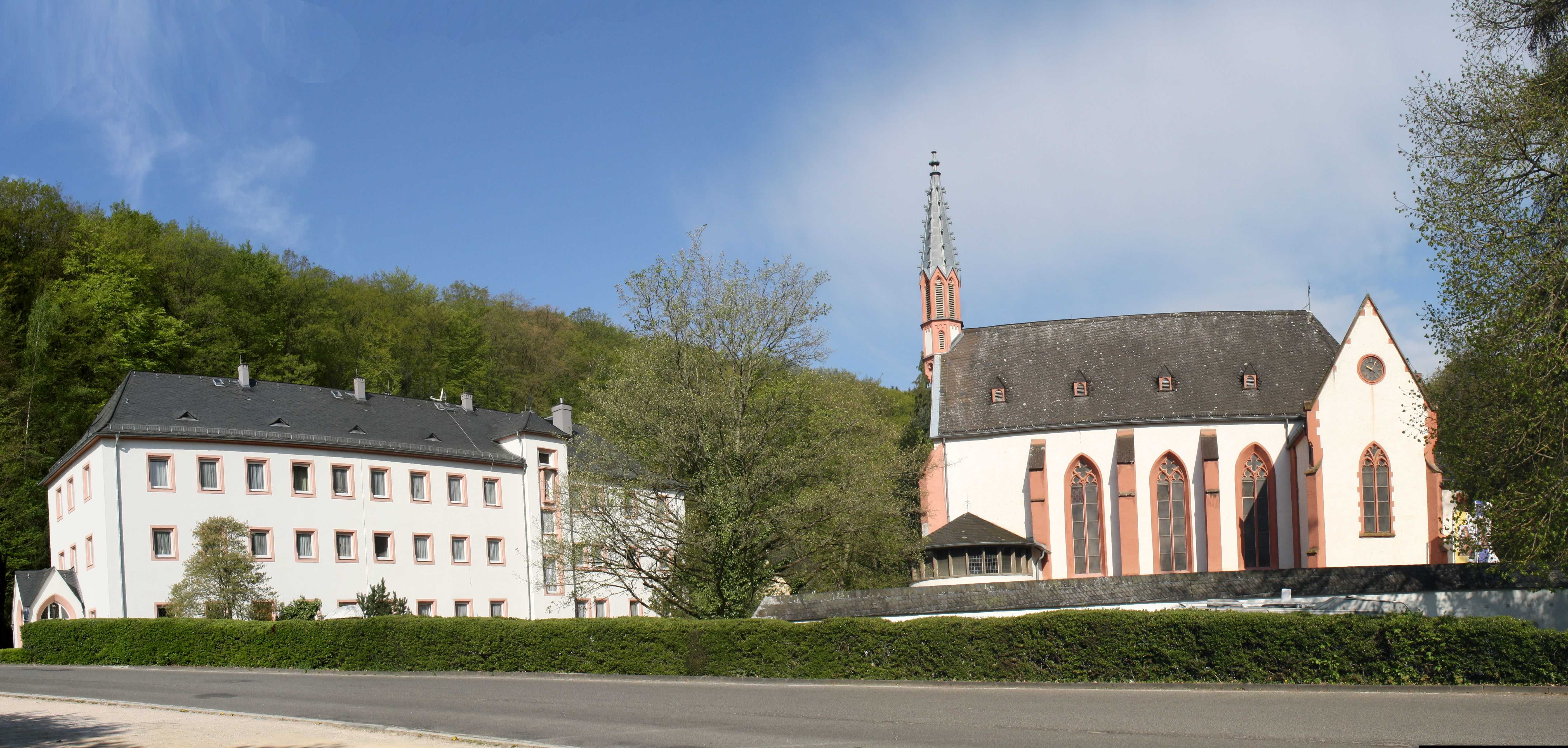
Kloster Marienthal (Geisenheim)